# Galații Bistriței
Galații Bistriței – wieś w Rumunii, w okręgu Bistrița-Năsăud, w gminie Galații Bistriței. W 2011 roku liczyła 578 mieszkańców.